# 衣壳

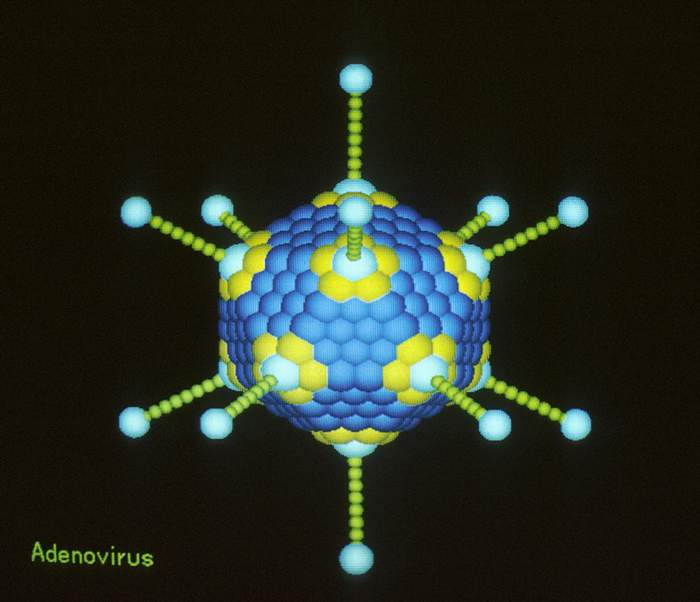
腺病毒的二十面体衣壳

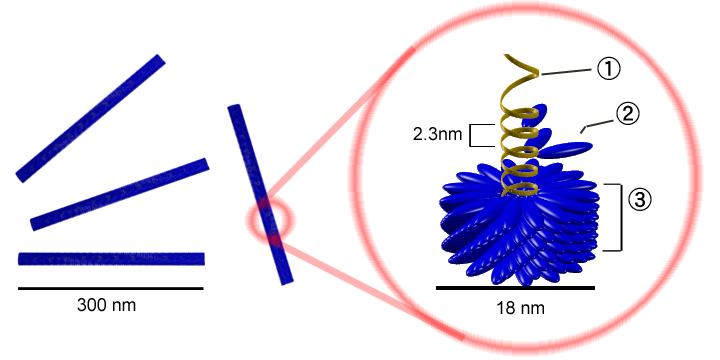
烟草花叶病毒的结构，其衣壳为螺旋形（显示为蓝色）

衣壳（capsid）又称为壳体，是包住病毒遗传物质的蛋白质壳，其外有病毒包膜覆盖。衣壳是由病毒衣壳蛋白亚基所形成的寡聚体。衣壳的作用是用于包裹病毒的遗传物质（核酸）。衣壳及其内的基因组合称核壳（nucleocapsid）或核衣壳，是核酸加衣壳的意思。
核壳蛋白（nucleocapsid (N) protein）或核衣壳蛋白，则是病毒核壳的主要蛋白质，其具有核蛋白性质，且能与核酸结合，起保护核酸的作用。

## 分类
衣壳的类型大致是按它们的形态来分类的。不同的病毒可以具有不同形态的衣壳，大多数病毒的衣壳为二十面体形和螺旋形。但也有少量病毒，如噬菌体的衣壳具有较为复杂的结构，其衣壳类型为复合型。

二十面体结构

- 二十面体形：二十面体形衣壳是由二十个三角形面组成的接近于球状的结构，如腺病毒。二十面体呈现5-3-2对称，即每个顶点为5重对称，每个面的中心为3重对称，每条边的中心为2重对称。[2][3]每一个面可以由一个或多个蛋白质组成（例如口蹄疫病毒的每个面由三个蛋白质组成，V1、V2和V3[4]）。
- 螺旋形：螺旋形衣壳可以形成中空的圆柱体状结构，典型的有烟草花叶病毒。
- 复合型：既非完全的螺旋形又非完全的正二十面体形，可以有附加的结构。以噬菌体的衣壳结构为代表，其头部为二十面体形，而尾鞘为螺旋形。

此外，有些病毒具有包膜，可以将衣壳包裹在其中。

## 合成和组装
一旦病毒感染细胞，它就开始利用感染的宿主细胞的资源进行自我复制。在这一进程中，新的衣壳蛋白亚基根据病毒的基因组信息并利用宿主细胞的蛋白质生物合成系统而被合成出来。在衣壳蛋白被合成后就需要对其进行组装。在组装过程中，一个所谓的“门户”（portal）亚基在衣壳的顶点被装好；然后通过门户亚基将病毒DNA或RNA运入衣壳。研究者已经通过冷冻电子显微技术观察到疱疹病毒的衣壳门户蛋白的组装过程。

## 其他
对各种病毒中主要的衣壳蛋白结构的分析，可以被用于对病毒进行分类。例如，噬菌体PRD1、小球藻病毒（Paramecium bursaria Chlorella algal virus）和哺乳动物腺病毒被分到同一个科中。